# Frontière entre l'Abkhazie et la Géorgie
La frontière entre l'Abkhazie et la Géorgie est la frontière controversée entre la Géorgie et la République autoproclamée d'Abkhazie. Il va du tripoint avec la Russie au nord à la côte de la mer Noire au sud. L'Abkhazie, et les États qui reconnaissent son indépendance, considèrent la frontière comme une frontière internationale séparant deux États indépendants, alors que le gouvernement géorgien et la plupart des autres pays la qualifient de « frontière administrative » à l'intérieur du territoire géorgien.

## Description
La frontière commence au nord au tripoint avec la Russie sur les montagnes du Caucase et se poursuit par voie terrestre dans une direction largement sud-ouest au-delà des sommets tels que les monts Kharikhra, Mogouachirkha et Akiba. Dans les tronçons sud, il utilise la rivière Ingouri, avant de se terminer sur la côte de la mer Noire, juste au nord d'Anaklia.

## Histoire
Au cours du XIXe siècle, la région du Caucase est disputée entre l'Empire ottoman en déclin, la Perse et la Russie, qui s'étend alors vers le sud. La Russie annexe officiellement le royaume géorgien de Kartl-Kakheti en 1801, suivi du royaume d'Iméréthie (y compris l'Abkhazie moderne) en 1804, à la suite de la construction de Vladikavkaz comme base en 1784.
Les territoires géorgiens ont d'abord été organisés en gouvernement de Géorgie, puis séparés en gouvernement de Géorgie-Iméréthie de 1840 à 1846, et finalement divisés en gouvernement de Tiflis et gouvernement de Koutaïssi. La frontière nord de ces territoires correspond à peu près à la frontière moderne Géorgie-Russie, c'est-à-dire longeant la chaîne de montagnes du Caucase. L'Abkhazie a été formée comme région semi-autonome en 1810, avec une frontière avec la Géorgie établie le long de la rivière Ghalizga. En 1864, l'Abkhazie a été renommée « district militaire de Sokhoumi » (puis Okroug de Sokhoumi à partir de 1883, dans le gouvernement de Koutaïssi), incorporant la région de Samourzakano à l'ouest de la rivière Ingouri, qui faisait jusque-là partie du gouvernement de Koutaïssi et était généralement considérée comme une terre géorgienne historique. Au cours des décennies suivantes, la composition ethnique de l'Abkhazie a changé en raison des afflux de colons géorgiens et russes.
À la suite de la révolution russe de 1917, les peuples du Caucase du Sud font sécession de la Russie, déclarant la République fédérative démocratique transcaucasienne (RDFT) en 1918 et entamant des pourparlers de paix avec les Ottomans. Pendant ce temps, l'Okroug de Sokhoumi se déclare semi-autonome le 9 novembre 1917 sous le Conseil du peuple abkhaze (CPA). Au début de 1918, le CPA rencontre les dirigeants géorgiens et les deux parties concluent un accord initial selon lequel l'Abkhazie constituerait l'Okroug de Sokhoumi, y compris le Samourzakano (malgré sa majorité mingrélienne), et s'étendant le long de la côte de la mer Noire jusqu'à la rivière Mzymta. Les bolcheviks ont envahi l'Abkhazie en avril 1918 mais ont été repoussés le mois suivant.
Les désaccords internes en RDFT ont conduit la Géorgie à quitter la fédération en mai 1918, suivie peu après par l'Arménie et l'Azerbaïdjan. Les responsables géorgiens et abkhazes se sont rencontrés pour tenter de conclure un accord, la Géorgie cherchant à inclure l'Abkhazie dans la Géorgie, mais en tant que région autonome, mais de nombreux dirigeants abkhazes craignaient que la Géorgie vise à « géorgienniser » la région et à l'annexer purement et simplement. La Russie reconnaît l'indépendance de la Géorgie via le Traité de Moscou de 1920. Pendant ce temps, les différends entre les fonctionnaires abkhazes et géorgiens se poursuivent, mais ils ont été rendus sans objet lorsque l'Armée rouge envahi la Géorgie en 1921.
L'Abkhazie est désignée comme la République socialiste soviétique d'Abkhazie, à condition qu'elle rejoigne plus tard la République socialiste soviétique géorgienne en vertu d'un « traité d'union spécial ». La Géorgie est ensuite incorporée avec l'Arménie et l'Azerbaïdjan dans la RSFS transcaucasienne au sein de l'URSS. La RSS géorgienne est reconstituée en 1936, incorporant l'Abkhazie en tant que République socialiste soviétique autonome abkhaze.
Les tensions entre l'Abkhazie et la Géorgie étaient déjà évidentes à la fin des années 1970, les deux parties organisant des manifestations en 1978 alléguant la discrimination, ce qui incite Moscou à intervenir. Les tensions ont mijoté tout au long des années 1980, mais ont été alimentées dans la dernière partie de la décennie avec l'avènement de la perestroïka et de la glasnost sous Mikhail Gorbatchev, avec les Abkhazes poussant pour le plein statut de RSS en 1988 et des émeutes ethniques éclatant à Sokhoumi en 1989. Par la suite, les responsables abkhazes ont proclamé unilatéralement une RSS.
Après que la Géorgie a déclaré son indépendance en 1991, un compromis est négocié entre le président géorgien Zviad Gamsakhourdia et la direction abkhaze, mais Gamsakhourdia est démis de ses fonctions lors d'un coup d'État en 1992 et remplacé par un gouvernement nationaliste plus dur sous Edouard Chevardnadzé. L'Abkhazie déclare son indépendance en août 1992 et la guerre éclate avec la Géorgie. Après de violents combats, les forces abkhazes poussent les Géorgiens hors de la majeure partie de l'Abkhazie (à l'exception des gorges de Kodori) et un cessez-le-feu est conclu en mai 1994. Environ 8 000 personnes des deux côtés ont été tuées, beaucoup plus sont devenues des réfugiés, la plupart des Géorgiens d'Abkhazie fuyant ou étant forcé de quitter la zone de conflit. D'autres affrontements le long de la frontière se sont produits en 1998, 2001 et 2006, ainsi que de nombreuses autres petites escarmouches.
Les tensions se sont intensifiées après l'élection de Mikheïl Saakachvili à la présidence de la Géorgie en 2004, Saakachvili ayant promis de restaurer le contrôle géorgien sur les régions séparatistes d'Abkhazie, d'Adjarie et d'Ossétie du Sud. En 2008, lors de la guerre russo-géorgienne, les forces abkhazes, soutenues par la Russie, profitent de l'occasion pour forcer la Géorgie à quitter la gorge de Kodori, prenant ainsi le contrôle total de tout le territoire de l'ex-RSSA abkhaze. Après la guerre, la Russie reconnaît l'indépendance de l'Ossétie du Sud et de l'Abkhazie. La frontière abkhazo-géorgienne est actuellement gardée par les militaires russes et abkhazes et a été renforcée depuis la guerre avec des barbelés, des tours de contrôle et d'autres infrastructures de contrôle des frontières en cours de construction.

## Points de passage
Il y a un point de passage légal, sur le pont de la rivière Ingouri entre Gali (Abkhazie) et Zougdidi (Géorgie). Cinq autres points de passages existaient jusqu'à leur fermeture par Raul Khadjimba en 2014.